# Bob Einstein
Pour les articles homonymes, voir Einstein.
Stewart Robert Einstein, dit Bob Einstein, est un acteur, scénariste, producteur et réalisateur américain né le 20 novembre 1942 à Los Angeles (Californie, États-Unis) et mort le 2 janvier 2019 à Indian Wells en Californie.
Il est connu pour avoir interprété le personnage de Super Dave Osborne.

## Biographie
Bob Einstein est né le 20 novembre 1942 à Los Angeles dans une famille juive. Ses parents sont le comique Harry Einstein, connu pour jouer le personnage de Parkyakarkus à la radio et au cinéma, ainsi que la chanteuse et actrice Thelma Leeds. Son frère cadet est le comédien et écrivain Albert Brooks (né Albert Lawrence Einstein) et son frère aîné, Cliff Einstein, est un directeur de la publicité à la retraite à Los Angeles.
Bob Einstein meurt le 2 janvier 2019 à Indian Wells en Californie.

## Filmographie

### Comme acteur
- 1967 : The Smothers Brothers Comedy Hour (série télévisée) : Officer Judy (1967-1969)
- 1970 : Pat Paulsen's Half a Comedy Hour (série télévisée)
- 1970 : Three for Tahiti (téléfilm) : Mark
- 1971 : Tom Smothers' Organic Prime Time Space Ride (série télévisée) : Officer Judy
- 1972 : The John Byner Comedy Hour (série télévisée) : Super Dave Osborne
- 1972 : Get to Know Your Rabbit : Police Officer
- 1971 : The Sonny and Cher Comedy Hour (série télévisée) : Varios Characters (1973-1974)
- 1975 : The Smothers Brothers Show (série télévisée) : Regular Performer
- 1975 : Laugh Back (série télévisée) : Officer Judy
- 1981 : Modern Romance : Sporting Goods Salesman
- 1980 : Bizarre (série télévisée) : Super Dave Osborne (1981-1985)
- 1988 : Super Dave (série télévisée) : Super Dave Osborne
- 1992 : Super Dave: Daredevil for Hire (en) (série télévisée) : Super Dave Osborne (voix)
- 1995 : Super Dave's Vegas Spectacular (série télévisée) : Super Dave Osborne
- 1997 : Super Dave's All Stars (série télévisée) : Super Dave Osborne (voix)
- 2000 : The Extreme Adventures of Super Dave (vidéo) : Super Dave Osborne
- 2002 : Teddy Bears' Picnic : Dom Molinari
- 2007 : Ocean's 13 : l'agent Caldwell
- 2015 : Strange Magic : Stuff (voix).

### Comme scénariste
- 1997 : Super Dave's All Stars (série télévisée)
- 1972 : Another Nice Mess
- 1975 : Van Dyke and Company (téléfilm).

### Comme producteur
- 1976 : Van Dyke and Company (série télévisée)
- 1980 : Bizarre (série télévisée)
- 1988 : Super Dave (série télévisée).

### Comme réalisateur
- 1972 : Another Nice Mess.